# São Julião (Piauí)
São Julião é um município brasileiro do estado do Piauí. Localiza-se a uma latitude 07º05'05" sul e a uma longitude 40º49'32" oeste, estando a uma altitude de 377 metros. Sua população estimada em 2006 era de 6.041 habitantes.
Possui uma área de 291,81 km².

## História
São Julião recebeu status de município pela lei estadual nº 2042 de 1 de dezembro de 1960, com território desmembrado de Fronteiras.

## Bairros e localidades
Bairros
- Centro
- Mandacarú
- São Vicente
- Vila São Jorge
- Fujona

Localidades
- Bravo
- Tamboril
- Maurício
- Fujona
- Poço Comprido
- Gerimum
- Lagoa do Tigre
- Emparedade
- Piaus
- Alagadiço
- Cansanção
- Caeiras
- Malhada Vermelha
- Várzea de Cima
- Juazeiro dos Caibros
- Poço D'areia
- Malhada dos Porcos

## Esporte
O município tradicionalmente realiza o Campeonato municipal de futebol anualmente, com a participação de times da cidade e interior. O maior vencedor do torneio é o Juventude Futebol Clube, da sede, que já conquistou 8 campeonatos.